# Primera Dama de Francia
La Primera Dama de Francia es el título honorífico otorgado a la esposa del Presidente de la República Francesa durante su mandato. El puesto de primera dama tiene una larga historia en Francia y ha evolucionado a lo largo de los años en términos de sus responsabilidades y papel en la sociedad francesa.
En la actualidad, la primera dama de Francia es Brigitte Macron, pareja del presidente Emmanuel Macron, quien asumió funciones el 14 de mayo de 2017.

## Historia
El puesto de primera dama de Francia no es un cargo oficial. No obstante, aunque el cargo no está definido legalmente en la Constitución Francesa ni en ningún otro texto de la regulación francesa, tradicionalmente, la esposa del presidente ha asumido un papel importante en la vida política y social de Francia.  
Época Contemporánea
Durante las primeras décadas de la Quinta República, las Primeras Damas desempeñaron un papel más discreto, centrándose en actividades caritativas y representativas. Con el tiempo, el papel de la primera dama ha evolucionado, y muchas de ellas han adoptado causas y proyectos específicos, promoviendo temas de interés público y participando activamente en la vida cultural y social de Francia.  
Su influencia y visibilidad en la sociedad francesa han crecido significativamente, y las Primeras Damas han utilizado su posición para abogar por diversas causas, desde la educación hasta la igualdad de género y la salud pública. 

## Del Puesto
La primera dama de Francia desempeña un papel importante en la representación de la nación y en el fortalecimiento de las relaciones internacionales. A menudo, actúa como anfitriona de visitantes extranjeros de alto nivel y desempeña un papel destacado en eventos oficiales y diplomáticos. 
Su influencia puede ser significativa en la configuración de la agenda política y social del presidente. Además de su papel público, la primera dama también puede desempeñar un papel crucial en el apoyo al presidente en su vida privada y en la toma de decisiones personales. Su posición única le permite acceder a círculos de poder y contactos que pueden ser beneficiosos para la presidencia. 
En resumen, la primera dama de Francia, a lo largo de la historia de la Quinta República, ha desempeñado un papel diverso y cambiante, pero siempre importante en la vida política y social del país. Su influencia y responsabilidades han crecido con el tiempo, y su papel continúa siendo una parte integral de la presidencia francesa.

## Lista de Primeras Damas
Artículo principal: Anexo:Primeras Damas de Francia

## Ex Primeras Damas Vivas
Actualmente hay 4 ex primeras damas vivas:

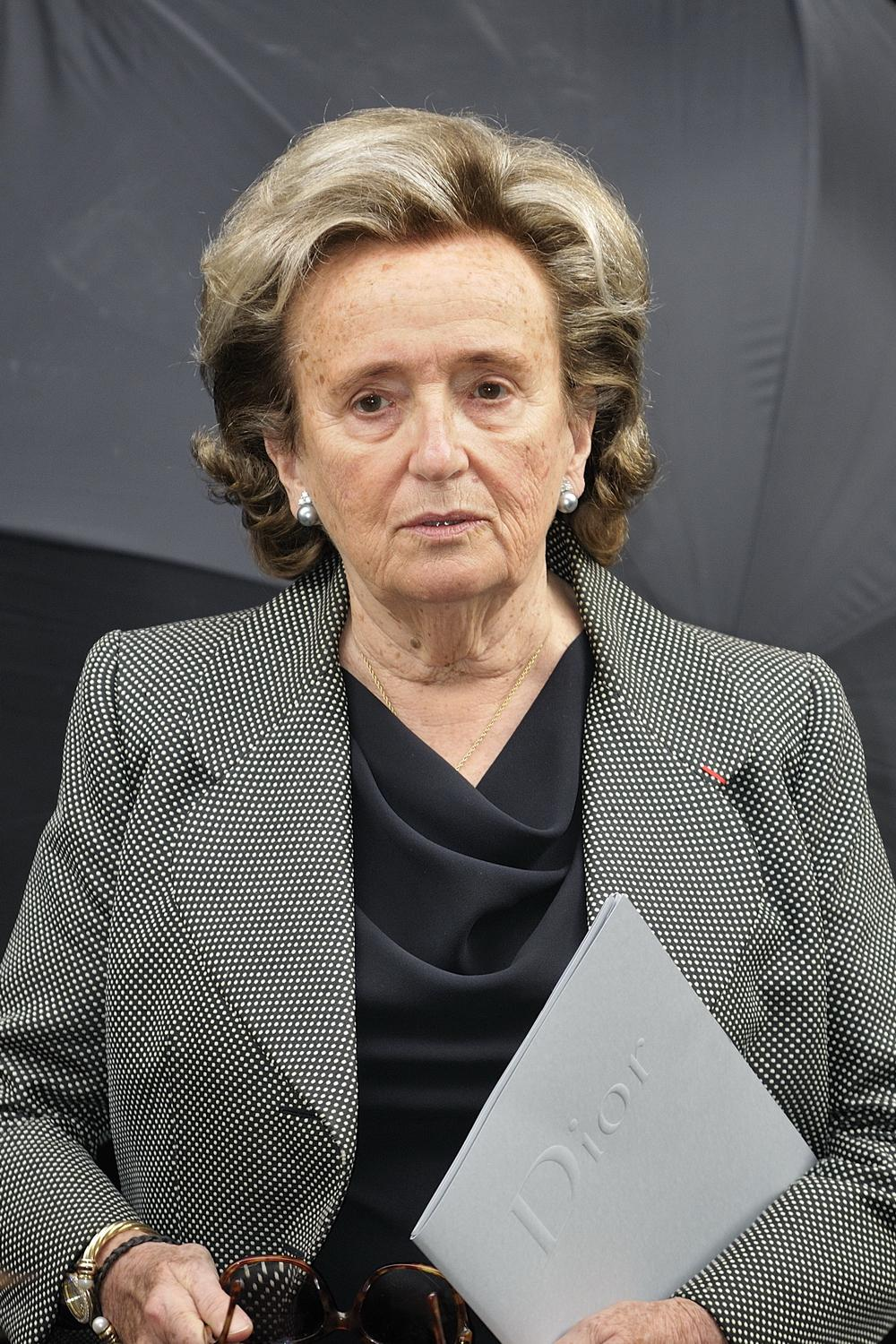
Bernadette Chirac (91 años) Servicio: 1995-2007 Esposa de Jacques Chirac
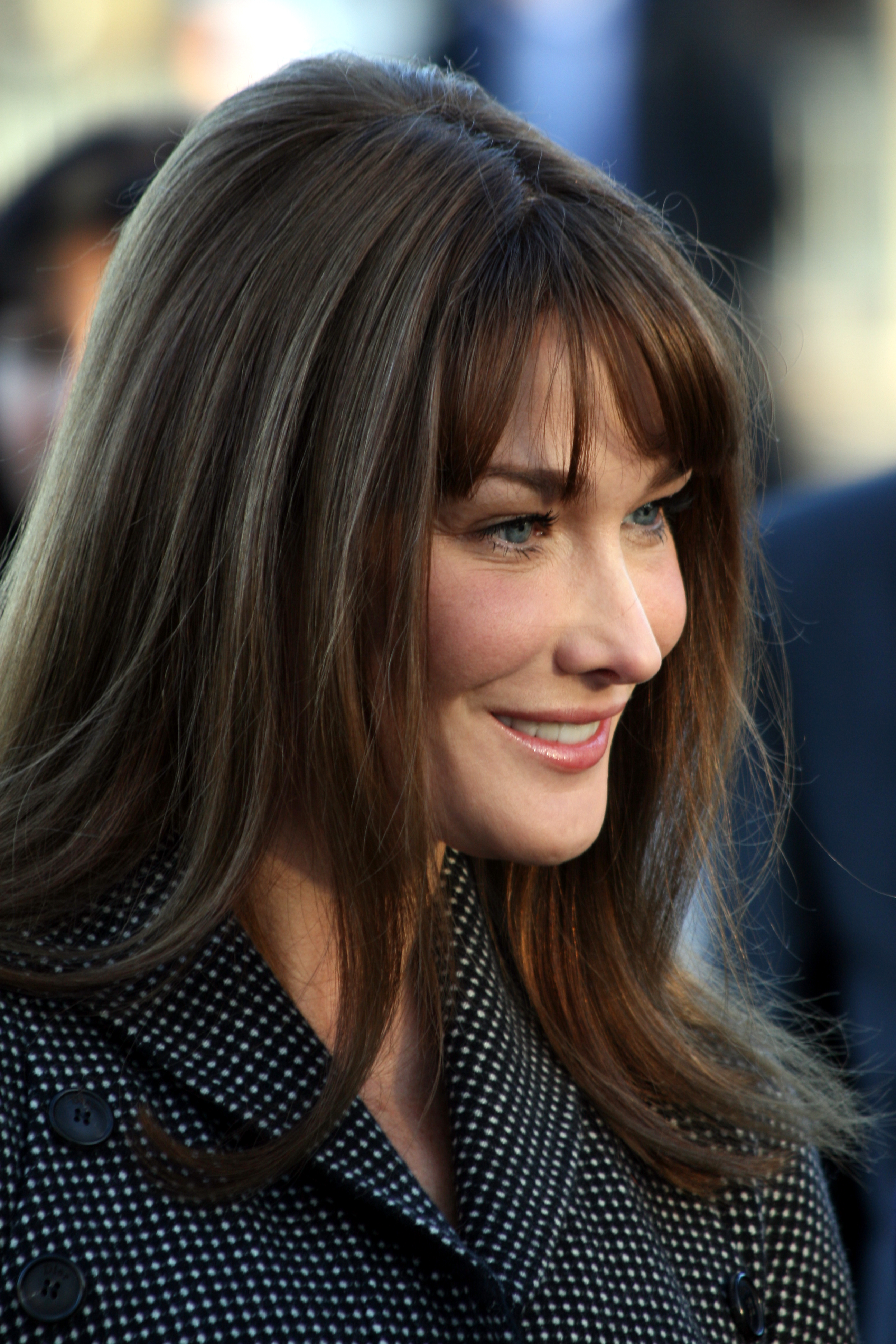
Cecilia Zarcozy (57 años) Servicio: 2007 Esposa de Nicolas Sarkozy
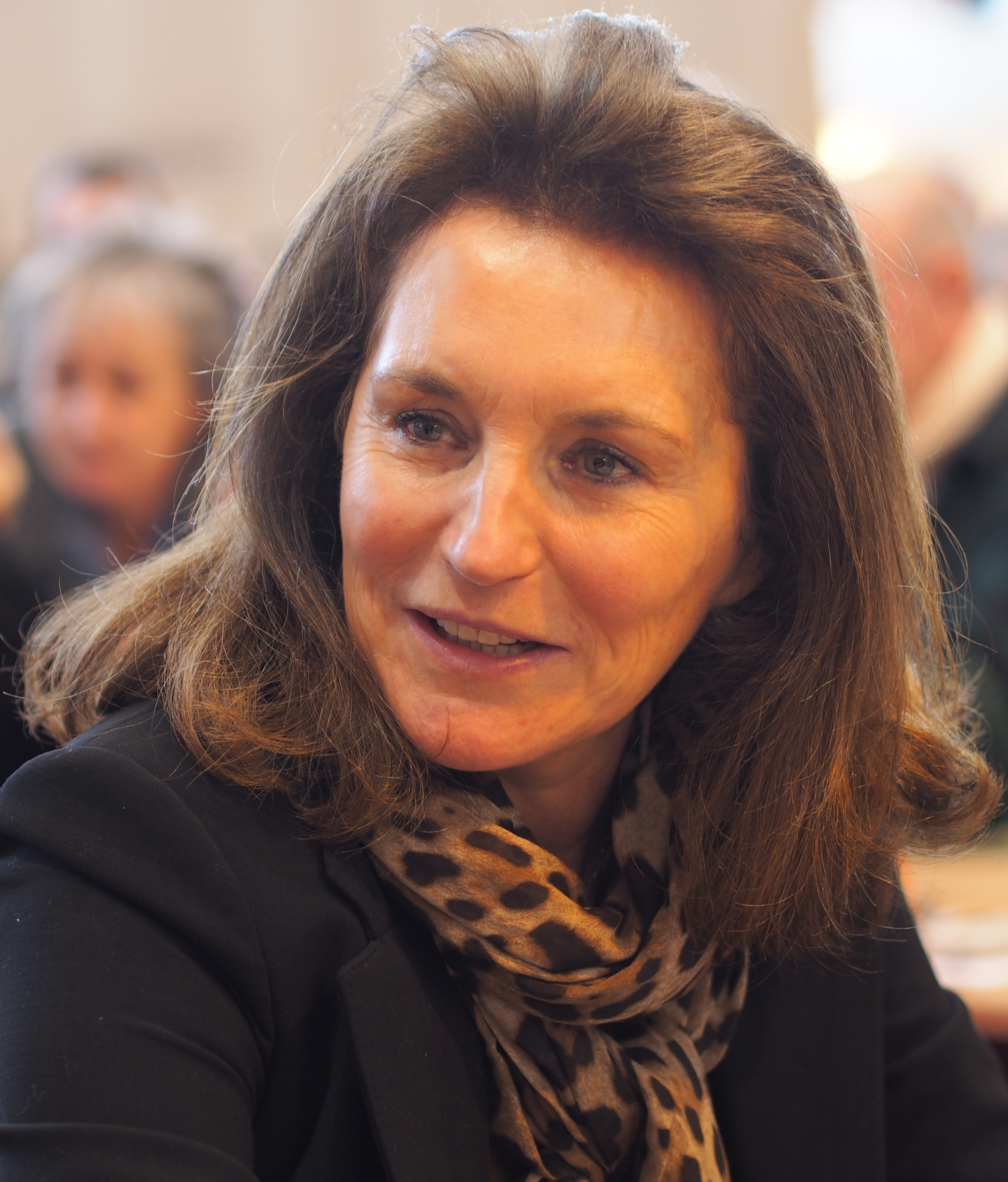
Carla Bruni-Sarkozy (67 años) Servicio: 2008-2012 Esposa de Nicolas Sarkozy
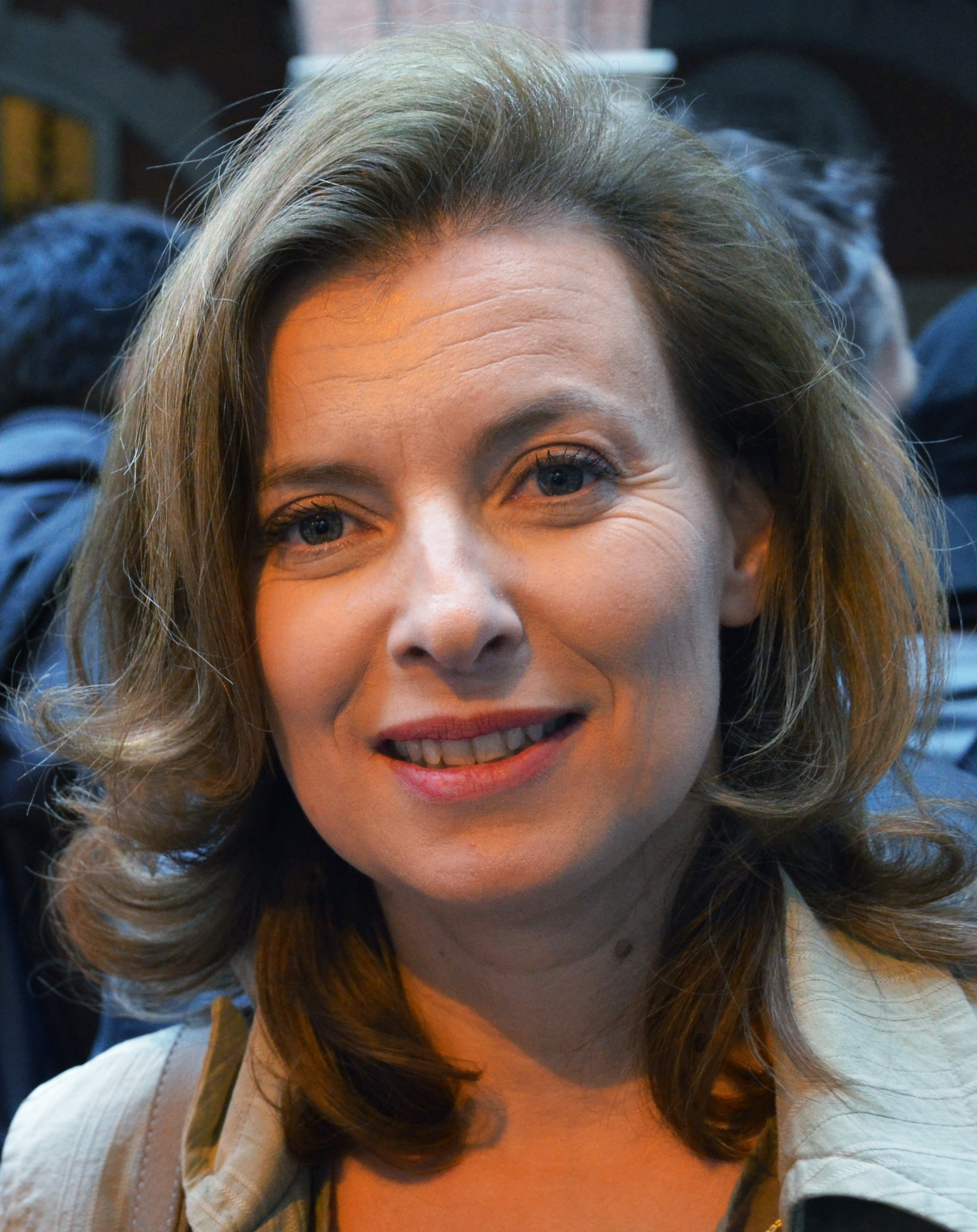
Valérie Trierweiler (60 años) Servicio: 2012-2014 Esposa de François Hollande